# Macrinus
Macrinus (tiếng Latinh: Marcus Opellius Severus Macrinus Augustus; 165 – 218), là Hoàng đế La Mã từ năm 217 đến 218. Macrinus là người gốc Berber (người dân bản địa Bắc Phi) và là một thành viên thuộc tầng lớp kị sĩ trở thành vị Hoàng đế đầu tiên không xuất thân từ tầng lớp Nguyên Lão nghị viên. Về sau ông bị quân nổi loạn lật đổ và giết chết năm 218.

## Khởi nghiệp
Sinh tại Caesarea (nay là Cherchell, Algérie) ở tỉnh thuộc La Mã Mauretania trong một gia đình kị sĩ, Macrinus tiếp nhận một nền giáo dục cho phép ông bước vào tầng lớp chính trị La Mã. Trong những năm tiếp theo, ông nổi tiếng là một luật gia tài giỏi, dưới thời Hoàng đế Septimius Severus ông nắm giữ nhiều chức vụ quan trọng và chẳng mấy chốc đã trở thành thân tín của Hoàng đế. Người kế vị Severus là Caracalla đã bổ nhiệm ông làm Trưởng quan chỉ huy Cấm vệ quân.
Trong khi Macrinus nhận được sự tin tưởng của Caracalla, thì bỗng nhiên xuất hiện lời đồn đại nói rằng ông sẽ phế truất và kế thừa ngôi vị Hoàng đế, tin đồn lan truyền ngày càng nhanh có ý ám chỉ đến sự soán đoạt này. Cảm thấy Caracalla có khuynh hướng loại trừ các đối thủ chính trị, Macrinus lo sợ cho sự an toàn của mình nếu Hoàng đế biết được lời tiên đoán này. Cũng theo Dio thì Caracalla đã thực hiện các bước tái phân bổ các hành viên trong phe cánh Macrinus.
Vào mùa xuân năm 217, Caracalla đang ở các tỉnh phía đông để chuẩn bị mở một chiến dịch quân sự chống lại Đế quốc Parthia. Macrinus lúc này cũng tham gia vào chiến dịch và lãnh trọng trách chỉ huy Cấm vệ quân. Đến tháng 4, đích thân Hoàng đế đến thăm một ngôi đền thờ thần Luna gần vị trí diễn ra trận Carrhae với chỉ duy nhất một nhóm thân binh hộ tống theo ông, trong đó có cả Macrinus. Sự kiện không rõ ràng, nhưng chắc chắn rằng Caracalla đã bị sát hại tại một số điểm trong chuyến đi (có thể vụ việc xảy ra vào ngày 8 tháng 4).
Thi thể của Caracalla được nhóm thân binh mang về từ đền thờ cùng với thi thể của một vệ sĩ hộ giá. Câu chuyện như Macrinus kể lại là thi thể của tên vệ binh đó đã sát hại Caracalla. Bất chợt đến ngày 11 tháng 4, Macrinus đã tự xưng là Hoàng đế La Mã rồi phong con mình là Diadumenianus làm Caesar và người kế vị; ông còn tự ban cho mình cái tên "Antoninus", vì vậy có thể kết nối chính ông với các triều đại tương đối ổn định của các Hoàng đế Antoninus vào thế kỷ thứ 2.

## Triều đại
Bất chấp xuất thân từ giới kị sĩ, Macrinus vẫn được Viện Nguyên lão công nhận đế hiệu. Theo S.N. Miller thì điều này có thể là do kinh nghiệm có được khi Macrinus còn làm luật gia và thái độ cung kính với giới Nguyên lão nghị viên của ông. Vì vậy mà Hoàng đế thấy rằng những việc này rất cần thiết để thay thế một số lãnh đạo địa phương bằng những kẻ thân tín do chính ông lựa chọn. Mẹ của Caracalla là Julia Domna lúc đầu bị ngó lơ thì bỗng chốc đã bắt đầu mưu tính khởi binh chống đối đến nỗi Hoàng đế phải ra lệnh buộc bà rời khỏi Antioch. Dù vào lúc ấy đang trong giai đoạn cuối của bệnh ung thư vú (Cassius Dio) mà bà đã chọn thay vì tự tuyệt thực cho đến chết.
Trong các vấn đề cấp bách của chính sách đối ngoại, Macrinus đã bày tỏ một xu hướng tiến tới hòa giải và việc miễn cưỡng tham gia vào các cuộc xung đột quân sự. Ông tránh gây rắc rối ở tỉnh Dacia bằng cách trả lại các con tin đã bị Caracalla giam cầm và chấm dứt tình trạng rối loạn ở Armenia bằng cách trao ngai vàng của nước đó cho Tiridates, người có cha cũng bị giam cầm dưới thời Caracalla. Rắc rối nhất vẫn là vấn đề vùng Lưỡng Hà, vốn đã bị người Parthia xâm chiếm trước làn sóng hỗn loạn sau khi Caracalla mất. Đối đầu với người Parthia trong trận chiến mùa hè năm 217, Macrinus đạt được một trận hòa đầy tốn kém gần thị trấn Nisibis và kết quả là Hoàng đế buộc phải nhập cuộc đàm phán qua đó Roma phải trả tiền bồi thường khổng lồ lên đến 200 triệu sesterces cho vua Parthia là Artabanus IV để đổi lấy hòa bình.
Macrinus phải đưa ra một số cân nhắc tài chính khi ông đánh giá lại tiền tệ La Mã. Hoàng đế đã nâng độ tinh khiết bạc của đồng denarius từ 51,5% đến 58% - trọng lượng bạc thực tế tăng từ 1,66 gram đến 1,82 gram.
Việc Macrinus miễn cưỡng tham gia vào các cuộc chiến tranh và thất bại để đạt được chiến thắng ngay cả kẻ thù thấp kém trong lịch sử như Parthia đã gây ra sự bất bình đáng kể trong quân đội. Điều này trở nên phức tạp cũng do ông giảm bớt các đặc quyền mà họ được hưởng dưới thời Caracalla và việc đưa vào một hệ thống trả lương mà tân binh nhận được ít hơn so với các cựu binh. Chỉ sau một thời gian ngắn, các quân đoàn bất mãn đã mau chóng tìm kiếm một ứng cử viên cho ngôi vị Hoàng đế mới. 
Tại một cao điểm có các di tích nổi tiếng của ông đã được xây dựng để vinh danh Macrinus bao gồm một ngôi đền thần Capitoline có cửa bốn cột lớn ở Volubilis được xây dựng vào năm 217. Danh tiếng Macrinus còn lan tận đến Roma. Không chỉ có Hoàng đế mới thất bại trong việc tham quan thành phố sau khi lên nắm quyền nhưng một cơn bão cuối mùa hè gây ra đám cháy và lũ lụt lan rộng. Sụ việc Macrinus được chọn làm thị trưởng đã chứng minh ông không có khả năng khắc phục các thiệt hại cho sự hài lòng của dân chúng và phải được thay thế.

## Suy vong

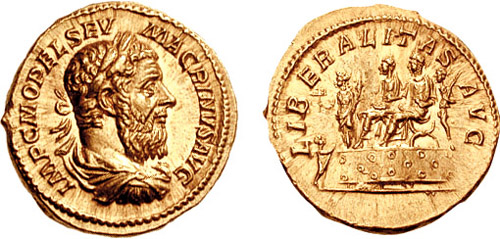
Một tiền xu aureus của Macrinus. Biểu tượng được trau chuốt để ca tụng tính liberalitas ("hào phóng") của Macrinus và người con Diadumenianus.

Bất mãn này được sự khuyến khích từ các thành viên còn lại của nhà Severus đứng đầu bởi Julia Maesa (cô của Caracalla) cùng hai cô con gái Julia Soaemias và Julia Mamaea. Sau khi bị Macrinus đuổi ra khỏi hoàng cung và ra lệnh trở về nhà, những người phụ nữ nhà Severus từ nhà của họ gần Emesa ở Syria đã mưu tính đưa một người khác thuộc nhà Severus lên ngôi Hoàng đế.
Họ đã sử dụng ảnh hưởng di truyền của họ lên sự sùng bái thần mặt trời của Elagabalus (được Latinh hóa thành El-Gabal) công bố con trai của Soaemias là Elagabalus (được đặt tên theo vị thần bảo trợ của gia đình) mới thực sự là người kế vị Caracalla. Tin đồn được lan truyền, với sự ủng hộ của phụ nữ nhà Severus rằng Elagabalus là con ngoài giá thú Caracalla và do đó là con của sự đoàn kết giữa những người anh em họ đầu tiên.

### Cái chết
Ngày 18 tháng 5 năm 218, Elagabalus được Legio III Gallica tuyên bố là Hoàng đế tại quân doanh ở Raphana. Một đạo quân dưới quyền người giám hộ của Elagabalus là Gannys lập tức tiến về Antioch và tham gia vào lực lượng dưới trướng Macrinus vào ngày 8 tháng 6 năm 218. Tuy nhiên, Hoàng đế mau chóng bại trận và phải cải trang chạy trốn đến Ý thì bị bắt gần Chalcedon và sau cùng bị xử tử ở Cappadocia. Riêng Diadumenianus thì chết trong đám loạn quân ở Zeugma.